# Grenseboerbevis
Et grenseboerbevis var et dokument, som alle over 15 år bosat i norske grænseområder, skulle være i besiddelse af under den tyske besættelse af Norge under 2. verdenskrig. Et grenseboerbevis var et slags pas til internt brug i Norge; det var et bevis på hvem, man var, og at man havde lov til at opholde sig i det område, som man opholdt sig. I første omgang blev grenseboerbeviset indført for at kontrollere grænsen mod Sverige. Derefter blev der behov for at kontrollere illegal bådtrafik mellem Norge og de britiske øer.
Størrelsen på grenseboerbeviset var (ca.): H=14,5cm x B=10,5cm.

På forsiden var trykt:
| Citat | Indehaveren af dette bevis skal altid bære det på sig og på opfordring forevise det for alle norske og tyske kontrolorganer. | Citat |
|       | |       |

Grænseområde var vidt defineret og omfattede også kysten. Der var to zoner. I juni 1940 blev zone øst oprettet: områderne nær rigsgrænsen fra Grong i nord og til Halden i syd. Fra oktober 1940 blev grænsezone vest oprettet. Den omfattede kommunerne Sarpsborg, Fredrikstad, Moss og Jeløy i Østfold og videre langs søen mod vest. Den 1. januar 1944 blev zonerne betydeligt udvidet. I praksis var det kun nogle få kommuner langt fra kysten og rigsgrænsen, hvor befolkningen var fritaget for at bære grenseboerbevis, fx Vinje i Telemark.  
Grenseboerbeviset havde et fotografi af indehaveren og indehaverens signatur og oplysninger om beskæftigelse, fødselsdato og fødested. På kortet var  anført de politidistrikt(er), indehaveren havde ret til at færdes i. Det havde tekst på både norsk og tysk. Den tyske betegnelse på beviset var Grenzzonen-Bescheinigung.
Grenseboerbevis blev udstedt af politimesteren eller lensmanden på hjemstedet. 
Skulle man sig til et politidistrikt, som ikke var anført i kortet, måtte man have en passerseddel.